# 伏晨
伏晨（?—?），徐州琅邪郡东武县（今山东省诸城市）人，东汉政治人物，不其侯。

## 生平
济南伏生（伏胜）十二世孙。高祖父伏理为知名儒者，教汉成帝《诗经》，官至高密太傅。曾祖父伏湛，辅佐汉光武帝刘秀建立东汉，官至大司徒，祖父伏翕嗣爵。伏晨继承父亲伏光的爵位。伏晨谦敬博爱，非常好学尤笃，伏晨特赐予奉朝请的资格和特进地位。伏晨卒後，子伏無忌嗣，官至侍中屯骑校尉。孙子伏质，官至大司农。曾孙伏完，尚汉桓帝女阳安长公主，伏完之女为汉献帝皇后伏寿。
| 東漢不其亭侯國（30年－214年） |      |            |        |          |              |
| 食邑3600戶                    |      |            |        |          |              |
| 傳位                          | 世   | 稱號及諡號 | 姓名   | 在位年數 | 在位時間     |
| 第1任                         | 始封 | 不其亭侯   | 伏湛   | 8年      | 30年－37年   |
| 第2任                         | 二世 | 不其亭侯   | 伏翕   | ？       | ？           |
| 第3任                         | 三世 | 不其亭侯   | 伏光   | ？       | ？           |
| 第4任                         | 四世 | 不其亭侯   | 伏晨   | ？       | ？           |
| 第5任                         | 五世 | 不其亭侯   | 伏無忌 | ？       | ？           |
| 第6任                         | 六世 | 不其亭侯   | 伏質   | ？       | ？           |
| 第7任                         | 七世 | 不其亭侯   | 伏完   | ？       | ？－209年    |
| 第8任                         | 八世 | 不其亭侯   | 伏典   | 5年      | 210年－214年 |
| 因意圖謀反罪，伏誅國除        |      |            |        |          |              |

## 孙女
伏贵人，伏氏被汉顺帝纳入宫中，封为贵人，伏晨因此官至奉朝请、特进。